# First View Point
Der First View Point (englisch für Erster-Blick-Landspitze) ist eine Landspitze an der Scott-Küste des ostantarktischen Viktorialands. Am Ufer des Granite Harbor liegt sie zwischen Kap Roberts und der Avalanche Bay.
Eine vom australischen Geologen Thomas Griffith Taylor (1880–1963) geführte Mannschaft zur Erkundung des Granite Harbor bei der britischen Terra-Nova-Expedition (1910–1913) unter der Leitung des britischen Polarforschers Robert Falcon Scott kartierte sie und gab ihr ihren Namen. Der weitere Benennungshintergrund ist nicht überliefert.